# Faithvonic
 (mai 2023).
Faith Terryson, connue professionnellement sous le nom de Faithvonic, est une chanteuse et compositrice libérienne du comté de Grand Bassa. Elle est également créatrice de mode, graphiste, créatrice de contenu et réalisatrice vidéo. Faithvonic tire son nom de scène de son prénom et du nom de sa mère et commence à écrire et à enregistrer de la musique en 2012. Elle signe un contrat d'enregistrement avec KLW Entertainment de Kimmie Weeks en 2014, mais quitte le label en 2016 après l'expiration de son contrat. Le 14 février 2021, elle sort son premier EP, Rich with You, pour coïncider avec la Saint-Valentin. Elle sort de la musique pour sensibiliser à Ebola et au COVID-19, et s'est associée à ActionAid Liberia sur plusieurs projets humanitaires. La musique de Faithvonic est un mélange d'afropop et de hipco.

## Biographie

### 1995–2008: Première vie et éducation
Faithvonic est membre de la tribu Bassa,. Elle a quatre frères et sœurs et est élevée par une mère célibataire; son père est mort quand elle avait deux ans. Elle est maltraitée physiquement et mentalement par son beau-père en grandissant. Elle commence à chanter à l'âge de 10 ans et utilise la musique comme mécanisme d'adaptation pour faire face à son traumatisme d'enfance. En 2008, elle déménage aux Philippines pour étudier à Southville International School and Colleges. Elle étudie les technologies de l'information et le graphisme au Starz College of Science and Technology au Libéria.

### 2012-présent: Débuts de carrière, singles etRich with You
En 2012, Faithvonic commence à écrire et à enregistrer sa propre musique. Elle tire son nom de scène de son prénom et du nom de sa mère Yvonne. En 2014, Faithvonic signe un contrat d'enregistrement avec KLW Entertainment, une maison de disques appartenant à Kimmie Weeks. Cette même année, elle et d'autres artistes ont formé le collectif de musique LATA, acronyme de Liberia Artists Together for Advancement,. Le groupe a enregistré "The Hope Song", un titre qui sensibilise à l'épidémie de virus Ebola au Libéria ; la chanson est créée en partenariat avec ActionAid Liberia. En 2016, Faithvonic signe un nouveau contrat d'enregistrement avec Nebo Records après l'expiration de son contrat avec KLW Entertainment. Son premier single sous Nebo Records, intitulé "Come For Me", est sorti en avril 2017. En août 2020, elle s'est associée à ActionAid Liberia pour sortir la chanson de sensibilisation au COVID-19 "Africa Fight".
En janvier 2021, Faithvonic collabore avec DJ Weezy, Natif, Fullest 4 et Young Classic pour sortir "Bassa First Bassa Last", la chanson officielle de County Meet pour le comté de Grand Bassa. Elle a prêté la voix au single Afropop d'Angel Dweh "Come Over", sorti le 15 janvier 2021 ,. Le 14 février 2021, Faithvonic sort son premier EP, Rich with You. L'EP comprend 6 titres et présente des apparitions invitées de Stunna, T Crack et Kpanto. Il est initialement destiné à sortir sous forme d'album mais en raison de la pandémie de COVID-19, son équipe décide de le sortir sous forme d'EP. Produites par Mr. Valuable et Stunnashine, toutes les chansons de Rich with You sont personnelles et décrivent des événements réels. Faithvonic dédie la chanson titre de l'EP "Rich with You" à ses fans et à son partenaire.
En octobre 2022, Faithvonic sort le single "Badway"; décrite comme "une ode à l'amour rapide et rapide", la chanson présente des voix de Takun J et PCK. Elle dédie la chanson aux amoureux et aux jeunes mariés et déclare que les auditeurs s'y rapporteraient facilement. Elle est ambassadrice de plusieurs marques, dont Glow Liberia, GC Luxury Beauty et Zara Mall.

## Œuvres humanitaires
Faithvonic s'est associée à ActionAid Liberia pour organiser un dialogue public au Red Light Market, où elle a parlé aux hommes de la violence contre les femmes. Elle a participé à la campagne Safe Cities d'ActionAid Liberia et au réseau de jeunes Activista. De plus, elle est ambassadrice des droits des filles pour l'ONG et a contribué à donner aux jeunes filles du Libéria les moyens de défendre leurs droits. Faithvonic a fondé la fondation "Speak Out Loud", une initiative qui offre une éducation aux vendeurs de rue et aux filles défavorisées.

## Artistique et influences
La musique de Faithvonic est un mélange d'afropop et de hipco. Dans une interview avec Euronews, elle déclare qu'elle faisait de la musique pour élever les gens et que créer de la musique l'aidait à faire face à un traumatisme personnel. L'organisation ActionAid déclare que sa musique "amplifie les voix des jeunes et souvent marginalisés" et "agit comme un moyen de créativité et d'innovation tout en sensibilisant pour changer les comportements sociaux". Faithvonic a cité Oprah Winfrey, Beyoncé, Shakira et Ciara comme ses principales influences.

## Discographie

### EP
- Rich with you (2021)